# Mantispa lineolata
Mantispa lineolata är en insektsart som beskrevs av John Obadiah Westwood 1852. Mantispa lineolata ingår i släktet Mantispa och familjen fångsländor. Inga underarter finns listade i Catalogue of Life.